# Bornholms Avis
Bornholms Avis, grundlagt i 1828 og nedlagt i 1957, var en dansk avis, som ved sit ophør udkom seks dage om ugen. Avisen var oprindelig upolitisk, men fra 1872 og frem blev den regnet for konservativ.

## Historie
Bornholms Avis var grundlagt af bogtrykker Eggert Christopher Tryde med hovedsæde i Rønne på Bornholm.

## Navnevarianter
- Bornholms kongelig allernaadigst ene privilegeret Avertissements-Tidende (1828-1835)
- Bornholms Avertissements-Tidende (1835-1841)
- Bornholms Kongelig privilegeret Avertissements-Tidende (1841-1843)
- Bornholms Avis. Kongelig ene privilegeret Avertissements-Tidende (1844-1883)
- Bornholms Avis og Amtstidende (1884-1945)
- Bornholms Avis (1946-1957)

## Redaktion
- 1828–1868: Bogtrykker Eggert C. Tryde
- 1835–1843: Typograf Johannes Holst Colberg
- Jan.-apr. 1853: Christian Fog
- 1860–1890: Bogtrykker Frederik Vilh. Tryde
- 1881–1890: Adjunkt E. C. Tryde
- 1881–1922: Rigsdagsstenograf Frederik Soltau
- 1890–1911: Adjunkt A. V. Øllgaard (medarb. i 1880'erne)
- 1911–1932: Landmand H. Chr. Jespersen
- 1932–1938: Journalist H. V. Salomonsen (red.sekr. fra 1925)
- 1939–1945: Journalist Vilhelm Kjødt (red.sekr. fra 1937)
- 1939–1947: Sognerådsformand Jens Holm
- 1945–1956: Journalist G. Bjerg Møller (tidl. Østsjællands Avis)
- 1956–1957: Journalist Karl J. Holm (tidl. Horsens Avis)